# Ban Biên tập Dự thảo sửa đổi Hiến pháp năm 1992
Ban Biên tập dự thảo sửa đổi Hiến pháp năm 1992 do ông Phan Trung Lý, Ủy viên Ủy ban Dự thảo sửa đổi Hiến pháp 1992, Chủ nhiệm Ủy ban Pháp luật của Quốc hội Việt Nam khóa 13 (2011-2016), làm Trưởng Ban. Ban Biên tập này họp phiên đầu tiên vào ngày 7 tháng 9 năm 2011. Bản sửa đổi của Hiến pháp Việt Nam năm 1992 đã được Quốc hội Việt Nam khóa 13 thông qua vào ngày 28 tháng 11 năm 2013 thành Hiến pháp Việt Nam 2013 hiện đang có hiệu lực ở Việt Nam.

## Thành viên

### Thường trực
- Nguyễn Sĩ Dũng, Phó Chủ nhiệm Văn phòng Quốc hội Việt Nam
- Trần Ngọc Đường, chuyên gia cao cấp của Viện Nghiên cứu lập pháp của Quốc hội Việt Nam[3][4]

### Thành viên bình thường
- Đinh Xuân Thảo, tiến sĩ, Viện trưởng Viện Nghiên cứu lập pháp[5]

## Hoạt động
- Phiên họp toàn thể lần thứ tư của Ban Biên tập diễn ra ngày 18 tháng 4 năm 2012.[6]
- Phiên họp toàn thể lần thứ 7 của Ban Biên tập diễn ra ngày 3 tháng 4 năm 2013.[7]

## Quốc hội thông qua Dự thảo
- Sáng ngày 28 tháng 11 năm 2013, Quốc hội Việt Nam khóa 13 đã thông qua bản Hiến pháp sửa đổi của nước Cộng hòa xã hội chủ nghĩa Việt Nam (Hiến pháp Việt Nam 2013). Cụ thể, 486 đại biểu trong số 488 đại biểu có mặt đã biểu quyết tán thành, 2 đại biểu còn lại không biểu quyết.[8][9]